# Carmen Buchrieser
Carmen Buchrieser (* 6. August 1961 in Graz, Österreich) ist eine österreichische Biologin und Hochschullehrerin am Institut Pasteur in Paris (Frankreich).

## Werdegang
Buchrieser studierte Biologie an der Universität Graz und promovierte 1986 in Mikrobiologie an der Universität Salzburg. Danach forschte sie mehrere Jahre am Hygiene-Institut der Universität Graz in Österreich, am Listeria Laboratory und am Yersinia Laboratory des Institut Pasteur in Paris in Frankreich und am Food Research Institute der University of Wisconsin–Madison in den USA. Im Jahr 2000 wechselte sie als Assistant Professor an das Institut Pasteur und wurde 2005 Associate Professor.
Seit 2008 ist sie Leiterin der Abteilung „Biologie Intrazellulärer Bakterien“ und seit 2014 auch Professorin am Institut Pasteur. Seit 2013 ist sie Mitglied des wissenschaftlichen Rats des Institut Pasteur.
Im Jahr 2014 verbrachte sie als Stipendiatin der Humboldt-Stiftung Forschungsaufenthalte am Institut für Mikrobiologie der Universität Greifswald sowie am Max-Planck-Institut für Infektionsbiologie in Berlin.

## Forschung
Buchrieser beschäftigt sich mit pathogenen Bakterien, ihr Fokus liegt dabei auf Listerien, Yersinien und Legionellen. Sie an den genetischen Faktoren der bakteriellen Pathogenität, wie diese sich mit der Zeit und über verschiedene Bakterienstämme hinweg verändern und mit welchen Mechanismen diese das humane Immunsystem umgehen können.
Durch den Vergleich der Genomsequenzen von Listeria monocytogenes mit dem nicht-pathogenen Stamm Listeria innocua konnte sie die Strategien aufzeigen, mit denen sich Listerien an ihre Umgebung anpassen und wie die Pathogenität durch die Aufnahme und Deletion von Genen vorangetrieben wurde.
Für Legionella pneumophila, dem Bakterium, das die Legioniärskrankheit verursacht, konnte Buchrieser zeigen, wie die Bakterium Wirtsproteine imitieren und sich so vor der Immunantwort verstecken können ("molekulare Mimikry").
Für Mykobakterien entwickelte sie eine neue Hypothese der Evolution der verschiedenen Stämme. Sie konnte aufgrund von genetischen Abstammungsanalysen zeigen, dass das human-pathogene Mycobacterium tuberculosis nicht von Mycobacterium bovis, dem Erreger der Rinder-Tuberkulose, abstammt, sondern einen anderen, human-pathogenen Vorfahren hat.

## Auszeichnungen
- 1995–1998 APART-Stipendiatin der Österreichischen Akademie der Wissenschaften
- 2005 Charles-Louis de Saulces de Freycinet Award, Institut de France
- 2007 Descartes-Preis der Europäischen Kommission
- 2009 Pasteur Vallery-Radot Prize, Academy of Science/National Library, France
- 2013 Gay-Lussac-Humboldt-Preis der Alexander von Humboldt-Stiftung
- 2014 Fellow der American Academy of Microbiology (AAM)
- 2014 Gewähltes Mitglied der EMBO
- 2014 Gewähltes Mitglied der Nationalen Akademie der Wissenschaften Leopoldina[5]
- 2016 Mitglied der Academia Europaea[6]
- 2019 Jacques Piraud Award der French Foundation for Medical Research (FRM)[7]
- 2025 Lwoff Award der Federation of European Microbiological Societies (FEMS)